# (18874) Raoulbehrend
(18874) Raoulbehrend (1999 VZ22) – planetoida z pasa głównego asteroid okrążająca Słońce w ciągu 3,43 lat w średniej odległości 2,27 j.a. Odkryta 8 listopada 1999 roku.